# Le Pin (Sena i Marne)
Le Pin és un municipi francès, situat al departament de Sena i Marne i a la regió d'Illa de França. L'any 2007 tenia 1.209 habitants.
Forma part del cantó de Villeparisis, del districte de Meaux i de la Comunitat de comunes Plaines et Monts de France.

## Demografia

### Població
El 2007 la població de fet de Le Pin era de 1.209 persones. Hi havia 426 famílies, de les quals 86 eren unipersonals (33 homes vivint sols i 53 dones vivint soles), 131 parelles sense fills, 180 parelles amb fills i 29 famílies monoparentals amb fills.
La població ha evolucionat segons el següent gràfic:
Habitants censats

### Habitatges
El 2007 hi havia 466 habitatges, 436 eren l'habitatge principal de la família, 6 eren segones residències i 24 estaven desocupats. 387 eren cases i 76 eren apartaments. Dels 436 habitatges principals, 375 estaven ocupats pels seus propietaris, 49 estaven llogats i ocupats pels llogaters i 12 estaven cedits a títol gratuït; 17 tenien una cambra, 34 en tenien dues, 51 en tenien tres, 91 en tenien quatre i 243 en tenien cinc o més. 344 habitatges disposaven pel capbaix d'una plaça de pàrquing. A 179 habitatges hi havia un automòbil i a 230 n'hi havia dos o més.

### Piràmide de població
La piràmide de població per edats i sexe el 2009 era:
| Homes | Edats   | Dones |
| ----- | ------- | ----- |
| 0     | 95 o +  | 0     |
| 4     | 90 a 94 | 4     |
| 0     | 85 a 89 | 4     |
| 0     | 80 a 84 | 0     |
| 8     | 75 a 79 | 12    |
| 8     | 70 a 74 | 16    |
| 20    | 65 a 69 | 16    |
| 32    | 60 a 64 | 20    |
| 32    | 55 a 59 | 28    |
| 40    | 50 a 54 | 36    |
| 52    | 45 a 49 | 36    |
| 60    | 40 a 44 | 40    |
| 72    | 35 a 39 | 76    |
| 24    | 30 a 34 | 24    |
| 24    | 25 a 29 | 32    |
| 28    | 20 a 24 | 24    |
| 44    | 15 a 19 | 48    |
| 48    | 10 a 14 | 52    |
| 44    | 5 a 9   | 60    |
| 20    | 0 a 4   | 32    |

## Economia
El 2007 la població en edat de treballar era de 880 persones, 667 eren actives i 213 eren inactives. De les 667 persones actives 635 estaven ocupades (345 homes i 290 dones) i 32 estaven aturades (18 homes i 14 dones). De les 213 persones inactives 73 estaven jubilades, 86 estaven estudiant i 54 estaven classificades com a «altres inactius».

### Ingressos
El 2009 a Le Pin hi havia 422 unitats fiscals que integraven 1.126,5 persones, la mediana anual d'ingressos fiscals per persona era de 24.895 €.

### Activitats econòmiques
Dels 88 establiments que hi havia el 2007, 2 eren d'empreses alimentàries, 2 d'empreses de fabricació de material elèctric, 8 d'empreses de fabricació d'altres productes industrials, 24 d'empreses de construcció, 16 d'empreses de comerç i reparació d'automòbils, 7 d'empreses de transport, 1 d'una empresa d'hostatgeria i restauració, 1 d'una empresa d'informació i comunicació, 2 d'empreses financeres, 2 d'empreses immobiliàries, 12 d'empreses de serveis, 5 d'entitats de l'administració pública i 6 d'empreses classificades com a «altres activitats de serveis».
Dels 29 establiments de servei als particulars que hi havia el 2009, 1 era una oficina de correu, 1 funerària, 1 taller de reparació d'automòbils i de material agrícola, 1 paleta, 4 guixaires pintors, 7 fusteries, 8 lampisteries, 2 electricistes, 1 perruqueria, 1 veterinari, 1 restaurant i 1 saló de bellesa.
Dels 3 establiments comercials que hi havia el 2009, 1 era una botiga de més de 120 m², 1 una botiga de menys de 120 m² i 1 una fleca.
L'any 2000 a Le Pin hi havia 6 explotacions agrícoles que ocupaven un total de 315 hectàrees.

## Equipaments sanitaris i escolars
El 2009 hi havia 1 farmàcia i 1 ambulància.
El 2009 hi havia una escola elemental.

## Poblacions més properes
El següent diagrama mostra les poblacions més properes.